# Original Soundtracks 1
Original Soundtracks 1 es un álbum lanzado por Brian Eno y la banda irlandesa / inglesa U2, bajo el seudónimo de Passengers, en el año 1995. Incluyó las participaciones especiales de Luciano Pavarotti, Howie B, Holi, entre otros. El concepto del disco es presentar canciones de las bandas sonoras de películas imaginarias. El único sencillo de este álbum es la canción «Miss Sarajevo», interpretado junto a Luciano Pavarotti.
Varias de las canciones del álbum fueron utilizadas en películas reales; «Always Forever Now» fue incluida en la banda sonora de la película Heat, dirigida por Michael Mann y estrenada en 1995; «Your Blue Room» y «Beach Sequence» aparecieron en la película Más allá de las nubes, dirigida por Michelangelo Antonioni y Wim Wenders, y estrenada en 1995; y «One Minute Warning» fue incluida en la secuencia final de créditos de la película de anime Ghost in the Shell (1995), dirigida por Mamoru Oshii. «Your Blue Room» fue también incluida en el compilado de lados B de sencillos en la edición especial de The Best of 1990-2000, disco recopilatorio de U2 estrenado en 2002.
Original Soundtracks 1 llegó al puesto 76 en Billboard, en los Estados Unidos, en 1995.

## Antecedentes
Según Eno, cerca del final de las sesiones de grabación del álbum de 1993 de U2, Zooropa, la banda golpeó "un muro de piedra" y se obsesionó con los pequeños detalles. En ese momento, Eno sugirió que el grupo improvisara, "solo enciende la cinta y toca, así que estábamos trabajando con un cepillo ancho en lugar de los cepillos de un solo cabello que habíamos estado usando. Estaba diseñado para abrirnos un poco". Las sesiones de grabación resultantes fueron lo suficientemente productivas como para que Eno defendiera que la banda se comprometiera más. Después de completar su Zoo TV Tour en diciembre de 1993, la banda regresó al estudio sin una agenda o proyecto en particular en el que trabajar. Su intención original era grabar una banda sonora para la película de 1996 de Peter Greenaway The Pillow Book. Aunque el plan no se concretó, Eno sugirió que siguieran grabando para películas imaginarias. El resultado fueron aproximadamente 25 horas de experimentación grabada que produjo Original Soundtracks 1.
En ese momento, las listas de Estados Unidos estaban dominadas por álbumes de bandas sonoras de películas y sencillos. Una vez que Eno señaló que no sería una táctica real para la transmisión por radio, sino una parodia, U2 aceptó el concepto.
U2 había improvisado con frecuencia en el pasado, y en las sesiones de Original Soundtracks 1 participaron en improvisaciones de forma libre con clips de video de varias películas. Eno dijo: "Al escuchar las improvisaciones originales a medida que salían de la pista, sientes la emoción del proceso... Tienes que tener cuidado de no perturbar el flujo orgánico de la cosa". El grupo trajo al productor Howie B para cortar y mezclar algunas de las pistas después de varias horas de sesiones improvisadas grabadas.
Parte de la intención del grupo al crear Original Soundtracks 1 había sido hacer un disco "nocturno". El vocalista principal Bono dijo: "Se siente como si hubiera sido grabado en el tren bala en Tokio. Cada disco tiene una ubicación, un lugar donde disfrutas escucharlo, ya sea un dormitorio o un club, bueno, esta ubicación de grabación es rápida tren. Sin embargo, es música en cámara lenta. Pero tiene una extraña sensación de velocidad de fondo ". También señaló que al crear obras para bandas sonoras, la sugerencia visual de la música es más importante que la historia contada por la letra. Con esto en mente, la banda había intentado crear "música visual" durante la grabación, continuando una tendencia que comenzó con su canción de 1993 "Zooropa".

## Escritura, grabación y composición
La génesis, grabación y posterior lanzamiento del álbum se detallan en los diarios de Eno A Year with Swollen Appendices.
Aproximadamente la mitad del álbum es instrumental, y las pistas vocales generalmente se desvían de los claros ganchos y melodías que generalmente definen el trabajo de U2. De estos, el delicado "Miss Sarajevo", con la voz del tenor italiano Luciano Pavarotti, es considerado el más memorable.
Una de las pistas, "Your Blue Room", presenta a Adam Clayton recitando el verso final. Esto marca solo su segunda voz grabada en un proyecto de U2, la primera en "Endless Deep", el lado B de "Two Hearts Beat as One" de 1983. 
Brian Eno aludió a algunas pistas extra que fueron grabadas con la cantante japonesa Holi en ese momento y que pueden ser lanzadas en algún momento en el futuro: "... de hecho hicimos varias cosas juntos en cuatro horas. Algunas de las otras las piezas también son realmente hermosas, y estoy seguro de que verán la luz del día. Pero ella fue absolutamente fantástica".

## Música para películas
El álbum alega ser una colección de canciones escritas para películas, de ahí el título Original Soundtracks. El folleto del álbum contiene descripciones detalladas de la película para la que se escribió cada canción. La mayoría de las películas son inexistentes; sin embargo, tres de las 13 películas enumeradas en el álbum son reales: Beyond the Clouds, Miss Sarajevo y Ghost in the Shell (One Minute Warning se reprodujo durante los créditos finales).
Este concepto puede verse como una especie de sucesor del álbum Music for Films de Eno y también es la base del álbum Music for Imaginary Films del dúo electrónico holandés Arling & Cameron. "Miss Sarajevo" fue lanzado como un sencillo exitoso, compitiendo (en el Reino Unido) por el puesto número 1 de Navidad de 1995, perdiendo finalmente ante "Earth Song" de Michael Jackson; también apareció más tarde en la compilación The Best of 1990-2000 de U2 en 2002. "Your Blue Room" estaba destinado al segundo sencillo después de "Miss Sarajevo", pero fue cancelado después de las bajas ventas del álbum. La canción fue lanzada más tarde como cara B en el sencillo "Staring at the Sun" en 1997, y en el disco de caras B de The Best of 1990-2000.
El lanzamiento de la edición japonesa incluye "Bottoms (Watashitachi No Ookina Yume) (Zoo Station Remix)" como pista extra, que también aparece como cara B del sencillo "Miss Sarajevo". La pista es una versión instrumental de la canción de U2 "Zoo Station", que aparece en Achtung Baby de 1991. El subtítulo japonés "Watashitachi No Ookina Yume" se traduce al inglés como "nuestro gran sueño". Algunas copias promocionales del Reino Unido de la lista de álbumes "Bottoms" también, pero la pista no está realmente presente en el disco compacto. La pista "Always Forever Now" apareció solo brevemente en la película Heat, pero se incluyó en la banda sonora, que también incluye otras pistas de Brian Eno. La pista "Plot 180" también se usó en la película Heat, pero solo en una escena eliminada.
Las descripciones de la película contienen muchas referencias ocultas y bromas internas, comenzando con los supuestos autores de las descripciones, "Ben O'Rian y C. S. J. Bofop", ambas referencias a Brian Eno. El primero es un anagrama simple del nombre, mientras que el segundo reemplaza cada letra por la siguiente alfabéticamente.

## Recepción
Debido a la naturaleza de la música y la decisión de lanzarla con otro nombre, el álbum es fácilmente el menos conocido y el de menor venta en el catálogo de U2. Además, la reacción crítica de los fans e incluso de los miembros de la banda se ha mezclado. El baterista Larry Mullen, Jr. ha declarado su disgusto por el álbum: "Hay una delgada línea entre la música interesante y la autocomplacencia. La cruzamos en el registro de Passengers". Reflexionando más tarde sobre el álbum en 2002, Mullen declaró: "No me ha gustado mucho. Sin embargo, 'Miss Sarajevo' es un clásico". Bono se opuso a la declaración de Mullen en el mismo documental, afirmando que "a Larry simplemente no le gustaba [Passengers] porque no le dejamos tocar la batería ".

## Lista de canciones
Toda la música compuesta por Passengers (Brian Eno, Bono, Adam Clayton, The Edge y Larry Mullen, Jr.) 
Pista 8 coescrita por Holi. Pista 10 coescrita por Howie B. 
| N.º | Título                                   | De la película                                       | Duración |  |
| 1.  | «United Colours»                         | United Colours of Plutonium (Japón)                  | 5:31     |  |
| 2.  | «Slug»                                   | Slug (Alemania)                                      | 4:41     |  |
| 3.  | «Your Blue Room»                         | Par-delà les nuages / Más allá de las nubes (Italia) | 5:28     |  |
| 4.  | «Always Forever Now»                     | Always Forever Now (Hong Kong)                       | 6:24     |  |
| 5.  | «A Different Kind of Blue»               | An Ordinary Day (USA)                                | 2:02     |  |
| 6.  | «Beach Sequence»                         | Par-delà les nuages / Más allá de las nubes (Italia) | 3:31     |  |
| 7.  | «Miss Sarajevo» (con Luciano Pavarotti)  | Miss Sarajevo (Estados Unidos)                       | 5:40     |  |
| 8.  | «Ito Okashi» (con Holi)                  | Ito Okashi / Something Beautiful (Japón)             | 3:25     |  |
| 9.  | «One Minute Warning»                     | Ghost in the Shell (Japón)                           | 4:40     |  |
| 10. | «Corpse (These Chains Are Way Too Long)» | Gibigiane / Reflections (Italia)                     | 3:35     |  |
| 11. | «Elvis Ate America» (con Howie B)        | Elvis Ate America (Estados Unidos)                   | 3:00     |  |
| 12. | «Plot 180»                               | Hypnotize (Love Me 'til Dawn) (Reino Unido)          | 3:41     |  |
| 13. | «Canción de The Swan»                    | The Swan (Hungría)                                   | 3:24     |  |
| 14. | «Canción de Let's Go Native»             | Let's Go Native (Sudáfrica)                          | 3:08     |  |

Bonus track (solo Japón)
| N.º | Título                                                      | De la película      | Duración |  |
| 15. | «Bottoms (Watashitachi No Ookina Yume) (Zoo Station remix)» | Bottoms (Australia) | 4:11     |  |

## Personal
Passengers fue un proyecto paralelo de la banda irlandesa U2, dirigida por el productor musical Brian Eno en 1995, quienes participaron en el disco Original Soundtracks 1. Los integrantes de Passengers fueron:
Passengers
- Brian Eno: Estrategias, secuencias, sintetizador, tratamientos, mezclas, coros y producción. Voz en "A Different Kind Of Blue".
- Bono: Voz y guitarra. Piano en "Beach Sequence".
- Adam Clayton: Bajo. Narración en "Your Blue Room".
- The Edge: Guitarras y coros. Voz en "Corpse (These Chains Are Way Too Long)" y órgano en "Your Blue Room".
- Larry Mullen: Batería y percusión. secuencia rítmica en "One Minute Warning" y sintetizador de ritmos en "United Colours".

Personal adicional
- Luciano Pavarotti: Voz tenor en Miss Sarajevo.
- Holi: Voces y coautora en "Ito Okashi". Voz en "One Minute Warning".
- Howie B: Mezclas, tratamientos y scratching. Voz de llamada, track de ritmo y coautor en "Elvis Ate America".
- Craig Armstrong: Arreglos de sesión de cuerdas en "Miss Sarajevo".
- Paul Barrett: Arreglos de sesión de cuerdas en "Always Forever Now".
- Des Broadbery: Secuenciador en "Always Forever Now".
- David Herbert: Saxofón en "United Colours" y "Corpse (These Chains Are Way Too Long)".
- Holger Zschenderlein: Sintetizador adicional en "One Minute Warning".

## Charts
| Chart (1995)                                           | Posición |
| ------------------------------------------------------ | -------- |
| Álbumes australianos (ARIA)                            | 11       |
| Álbumes austriacos (Ö3 Austria)                        | 40       |
| Álbumes belgas (Ultratop Flanders)                     | 35       |
| Álbumes belgas (Ultratop Wallonia)                     | 14       |
| Álbumes canadienses                                    | 15       |
| Álbumes holandeses (Top 100 de álbumes)                | 38       |
| Álbumes finlandeses (Suomen virallinen lista)          | 32       |
| Álbumes de Nueva Zelanda (RMNZ)                        | 9        |
| Álbumes suecos (Sverigetopplistan)                     | 28       |
| Álbumes del Reino Unido (Compañía de listas oficiales) | 12       |
| Cartelera estadounidense Billboard 200                 | 76       |